# ジャパン・プロフェッショナル・ムエタイ・コミッティ
ジャパン・プロフェッショナル・ムエタイ・コミッティ（英：Japan Professional Muay Thai Committee / JPMC）は、日本におけるWBCムエタイの活動を支援し、WBCムエタイルールにおける試合を統括する組織。ライセンスの発行とWBCムエタイ興行の認定を行う。既存のキックボクシングの団体とは違い、興行を開催することはない。
2008年10月1日に現在の名称に変更になった。旧名：ジャパン・プロフェッショナル・ムエタイ・コミッション（英：Japan Professional Muay Thai Commission）。

## 歴史

### 設立以前
ジャパン・プロフェッショナル・ムエタイ・コミッション（JPMC）設立以前には「WBCムエタイ日本ランキング委員会」があった。2007年3月29日に都内で、WBCムエタイ本部・青島律からの要請を受け、マスコミによるWBCムエタイ日本ランキング委員会が発足されたからである。委員会の議長はスポーツライターの布施鋼治（現JPMCスーパーバイザー）で、他6人で構成されており、「WBCムエタイ日本ランキング委員会・07年3月29日制定・日本ムエタイランキング」も作成された。このランキング作成は、2007年11月1日の第3回まで継続された。

### 設立
2008年2月12日、タイ・バンコクで、山根千抄がWBCムエタイ会長のゴーヴィット・パックディーブーム（WBC副会長兼務）と、JPMCが日本におけるWBCムエタイが認可する唯一の組織であるという調印を交わした。このJPMCが設立された経緯には、日本でボクシングの世界戦を行う場合には、ローカル・コミッションがないと世界戦を開催することが出来ないことから、JBCが設立されたことと、JPMCが設立されたこととは同じような経緯でもある。これは、WBCムエタイはWBCと並列組織のため、組織としての方針が同じだからである。加えて、現在JBCとの問題もあり、日本でWBCムエタイの世界戦（タイトルマッチ）開催は不可能とされている。また、JPMC設立以前には山本元気がロサンゼルスで世界王座（王者ゲーオ・フェーテックス）に挑戦しており、日本国内で世界戦が実現できない状況で、しかもJPMCが存在する以前から世界戦に日本選手が挑戦している経緯もあり、関係者からはJPMCの存在価値が問われている。

### 問題の発生
3月3日にJPMC設立（NPO法人申請中）のプレスリリースを公表。これに伴い、WBCムエタイ日本ランキング委員会は解散。このプレスリリースに関して、実際には3月末に朝倉千沙（山根千抄）名義で東京都に申請。審査期間中はNPO法人を名乗ることは禁じられているために法令違反と指摘する声が上がった。
3月31日、タイ国プロムエタイ協会の総裁のソムチャート・ジャルンワチャラウィットが、タイ国スポーツ局にJPMCへの対策を求める公式文書を提出し、遺憾の意を表明した。
その内容は、放置するとタイの国技であるムエタイの権威を下げる可能性があるということだった。この後、JPMCはバンコクポストの3月30日号の記事に、タイの観光スポーツ省大臣のウィーラサク・ゴースラットとの会談で「この新しい試みはタイ国にとって大変有益だ」というコメントが掲載されたとのリリースを発表。
しかし、4月19日のムエサイアムには観光スポーツ省大臣が、バンコクポストに掲載された記事の内容を否定した記事が掲載された。日本のプロモーターと名乗る女性と写真を撮っただけで、一切認定などはしていないとのコメントを発表。大臣は、「外国からの訪問者があれば、一緒に写真を撮ってあげるのは大臣としてのマナーだが、このようなことがあるのであれば、今後は写真を撮ることは控えなければならない。」と語った。タイのスポーツ紙サイヤム・ギーラーが運営するインターネットニュースでもこの問題が取り上げられた。
4月8日と12日に都内で説明会を開催。20日に東京・渋谷のスクランブル渋谷において、WBCムエタイルール委員会のアネック・ホントンカムをタイより招聘し、ルールとジャッジの講習会を行った。
5月6日に、JPMCは3月に発表した設立挨拶文の一部の内容を次の通り訂正した。「NPO法人（申請中）ジャパン・プロフェッショナル・ムエタイ・コミッション（JPMC）は、日本におけるムエタイ活動を支援し、WBCムエタイのルールに基づくプロフェッショナルムエタイ活動を統括する組織です。」3月発表の挨拶文は、日本の「全ての」プロのムエタイを統括するとの誤解を呼び、タイ国プロムエタイ協会総裁のソムチャート・ジャルンワチャラウィットがJPMCに遺憾の意を表明し、タイ国スポーツ局に対策を求める公式文書を提出する事態に発展する。そのため、JPMCはWBCムエタイおよびJPMCに関する活動のみ統括するという内容に挨拶文を訂正する。
JPMC理事長の山根千抄は6日、ディファ有明でのJMC主催興行の終了後に記者会見し、「混乱をきたす文章だったことを深くお詫び申し上げたい」と会見する。会見にはJMC主催興行に選手を派遣したタイの有力プロモーター・チューチャルーン・ラウィーアラムウェン（通称アンモー）も同席。アンモーはWBCムエタイ会長のゴーヴィット・パックディーブームの秘書とともに、プロムエタイ協会総裁のソムチャートを訪問し、JPMCの設立経緯や活動を説明したことで、「誤解は解けた」と会見する。

## 設立問題
コミッションという名目上、「JPMCの理事はもともと格闘技の興行とは関係のない、別の仕事をやっていて格闘技界との利害関係がほとんどないメンバーで構成され設立されている。」と謳っているが、実際にはJMC横浜ジムの寺岡義洋、タイ在住のボクシングコーディネーター青島律がコミッション設立を計画し、WBCムエタイの通訳として手伝っていた山根千抄を立てJPMCを設立。そのために、そのことを批判する格闘技関係者もいる。
JPMC設立について、イングラムジムの代表でありタイ国プロムエタイ協会の鈴木秀樹から、タイ国プロムエタイ協会がJPMCに対して遺憾の意を表したというリリースがあり、さらにその後、JPMCの山根理事長がタイ国観光・スポーツ大臣と会談を行い、WBCムエタイの会長とタイ国観光スポーツ省との関係をアピールするという経緯があったが、大臣からバンコクポストの掲載記事を否定する報道があり、誤解を生むJPMCの広報活動にタイ、日本国内で非難の声が上がっている。
イングラムジム代表の鈴木秀樹がタイのプロムエタイ協会の総裁やタイ国観光スポーツ省管轄下のスポーツ局と話し合い、JPMCの活動については遺憾であると表明する。WBCムエタイについても個人組織であり、そこから認可を受けたといって海外の人間がムエタイを仕切るのはいかがなものかと批判をする。元々イングラムジム代表の鈴木秀樹はWBCムエタイには批判的であるとされる。

## その他
JPMC理事長の山根千抄（やまねちさ）は、米国のカレッジでグラフィックデザインを専攻後、Hanesブランドや、DIESEL、DKNYの時計などの日本事業展開責任者として活動する。2006年にMBAを取得。格闘技に関しては、アマチュアキックボクシング1戦の経験しかない。
NPO法人（申請中）の理念は、「ムエタイを通じた社会貢献」を活動の柱とし、コンセプトに「夢に向かって闘う人や挑戦する姿勢をバックアップし、そして夢を更に大きく膨らませる」などがある。